# Narodni preporod
Narodni preporod, imenovan tudi narodno prebujenje ali narodni prerod je zgodnje ali začetno obdobje modernega narodnega gibanja in se pojavlja pri narodih, ki še nimajo višje kulture v lastnem jeziku (povzeto po Franu Zwittru).
Te vrste gibanja so bila pojav prve polovice 19. in zadnjih nekaj desetletij 18. stoletja ter so bila sprva omejena le na izobražence in kulturne ustvarjalce. Glavna ideja je bila uveljavitev živega, »ljudskega« jezika v šolah, znanosti in književnosti, zato so se veliko posvečali raziskovanju zgodovine, običajev ter ljudske govorice in poskušali doseči spremembo »jezikovno - kulturne prakse« na svojem narodnostnem ozemlju s književnim ter kulturnim delom.

## Preporodi po Evropi
Na narodne preporode znotraj Avstrije je še posebno vplival pritisk nemškega nacionalizma. Tako so se kot odgovor germanizaciji pojavili:
- madžarski politični in kulturni preporod
- češki narodni preporod
- slovenski narodni preporod

Kot odgovor madžarizaciji so se pojavili:
- slovaški narodni preporod
- hrvaški narodni preporod
- ilirizem (pravtako proti germanizaciji)

Drugod po Evropi so se pojavili:
- bolgarski narodni preporod
- estonski narodni preporod
- finski narodni preporod
- latvijski narodni preporod
- katalonski preporod